# Shelton (Nebraska)
Shelton è una città degli Stati Uniti d'America, situata in Nebraska, nella contea di Buffalo.